# Henry Jordan
Henry Wendell Jordan (* 26. Januar 1935 in Emporia, Virginia; † 21. Februar 1977 in Milwaukee, Wisconsin) war ein US-amerikanischer American-Football-Spieler und Konzertveranstalter. Er spielte als Defensive Tackle in der National Football League (NFL) bei den Cleveland Browns und den Green Bay Packers.

## Jugend
Henry Jordan wurde in Emporia geboren. Seine Familie ist deutsch-französischer-englisch-indianischer Abstammung. Der Vater von Henry Jordan arbeitete bei der Eisenbahn. Er wuchs mit fünf Geschwistern auf. Jordan hatte zunächst nicht die körperlichen Voraussetzungen um Football zu spielen. Im Alter von 14 Jahren wurde er auf der High School von seinem Sportlehrer aufgefordert am Training der Footballmannschaft teilzunehmen. Zuvor war er lediglich als Ringer und Leichtathlet an der Schule aktiv gewesen. Mit 16 Jahren gewann er als Schwergewichtsringer die Staatsmeisterschaft von Virginia. Als Footballspieler konnte er gleichfalls überzeugen. Die University of Virginia wurde auf ihn aufmerksam und bot ihm ein Sportstipendium an.

## Spielerlaufbahn

### College
Henry Jordan studierte von 1954 bis 1957 an der University of Virginia. Für deren Footballmannschaft, den Virginia Cavaliers er als Defensive Tackle auflief. 1956 gewann er die Schwergewichtsringermeisterschaft der Atlantic Coast Conference, was ihm zusätzlich die Qualifikation zur nationalen Collegemeisterschaft im Jahr 1957 einbrachte. Aufgrund seiner sportlichen Leistungen wurde er durch sein College dreimal ausgezeichnet.

### Profikarriere
Im Jahr 1957 wurde Jordan durch die von Paul Brown trainierten Cleveland Browns in der fünften Runde als 52. Spieler im NFL Draft ausgewählt. Einer Einladung zum Trainingslager durch die Browns konnte er nicht nachkommen, da er für das College-All-Star-Spiel aufgestellt war und sich im entsprechenden Trainingscamp befand. Während der Vorbereitung auf dieses Spiel entließen die Browns sämtliche Rookies. Jordan war von diesen Entlassungen aufgrund seiner Abwesenheit nicht betroffen. Die Browns waren mit Spielern wie Lou Groza, Jim Brown oder Ray Renfro eines der Spitzenteams der NFL und konnten in den Jahren 1957 und 1958 jeweils in das NFL-Endspiel einziehen. Beide Spiele gingen jedoch für die Mannschaft von Jordan verloren. 1957 verloren die Browns gegen die Detroit Lions mit 14:59. Im folgenden Jahr setzten sich die New York Giants mit 10:0 durch.
Im Jahr 1959 wechselte Jordan zu den Green Bay Packers, deren neuer Head Coach, Vince Lombardi, starkes Interesse an seiner Verpflichtung gezeigt hatte. Lombardi gelang es aus einem der schlechtesten Teams der NFL eine Spitzenmannschaft zu formen. Zusammen mit den späteren Mitgliedern in der Pro Football Hall of Fame, Bart Starr, Ray Nitschke oder Emlen Tunnell wurde Jordan zu einem der Schlüsselspieler in der Defense der Packers. Er zog bis zu seinem Karriereende im Jahr 1969 mit den Packers insgesamt sechsmal in das NFL-Endspiel ein. Fünf dieser Endspiele konnte er mit seiner Mannschaft gewinnen. Nach einer Endspielniederlage im Jahr 1960 gegen die Philadelphia Eagles, gewann Jordan in den Jahren 1961 und 1962 mit seiner Mannschaft die NFL-Meisterschaft – 1961 mit einem 37:0-Sieg über die New York Giants und 1961 mit einem erneuten Sieg über die Giants, diesmal mit 16:7. 1965 zog Jordan dann zum vierten Mal in das Endspiel ein. Seine ehemalige Mannschaft aus Cleveland unterlag den Packers mit 12:23.
Auch in den Folgejahren waren die Packers die überlegene Mannschaft in der NFL. 1966 konnte Jordan mit dem Team aus Green Bay das NFL-Titelspiel gegen die Dallas Cowboys mit 34:27 gewinnen. Der Sieg bedeutete den Einzug in das AFL-NFL Championship Game, welches später in Super Bowl umbenannt wurde. Gegner im Super Bowl I waren die von Hank Stram betreuten Kansas City Chiefs, die mit 10:35 deutlich verloren. Jordan setzte sich mit den Packers auch 1967 durch. Zunächst wurden im Ice Bowl die von Tom Landry trainierten Cowboys mit 21:17 besiegt, anschließend gewann Jordan mit einem 33:14-Sieg seiner Mannschaft über die Oakland Raiders seinen zweiten Super Bowl.
Aufgrund von Verletzungen konnte Jordan in der Saison 1969 nur noch fünf Spiele bestreiten. Er beendete nach dieser Spielrunde seine Laufbahn.

## Nach der Spielerlaufbahn
Henry Jordan wurde nach seiner Laufbahn Geschäftsführer des Summerfest, einem jährlich stattfindenden Musikfestival in Milwaukee, welches bis zu einer Million Zuschauer hatte. Unter seiner Leitung traten zahlreiche Künstler wie Sly & the Family Stone, Johnny Cash oder The Doors bei dem Festival auf. Er starb an einem Herzinfarkt und ist auf der La Belle Cemetery in Oconomowoc, Waukesha County, Wisconsin, beerdigt.

## Ehrungen
Henry Jordan spielte fünfmal im Pro Bowl, wurde siebenmal zum All-Pro gewählt und ist Mitglied in der Pro Football Hall of Fame, sowie in der Virginia Sports Hall of Fame, in der Hall of Fame seines Colleges und in der Green Bay Packers Hall of Fame.

## Quelle
- Jens Plassmann: NFL – American Football. Das Spiel, die Stars, die Stories (= Rororo 9445 rororo Sport). Rowohlt, Reinbek bei Hamburg 1995, ISBN 3-499-19445-7.

| Personendaten    | Personendaten                                                       |
| ---------------- | ------------------------------------------------------------------- |
| NAME             | Jordan, Henry                                                       |
| ALTERNATIVNAMEN  | Jordan, Henry Wendell (vollständiger Name)                          |
| KURZBESCHREIBUNG | US-amerikanischer American-Football-Spieler und Konzertveranstalter |
| GEBURTSDATUM     | 26. Januar 1935                                                     |
| GEBURTSORT       | Emporia, Virginia, Vereinigte Staaten                               |
| STERBEDATUM      | 21. Februar 1977                                                    |
| STERBEORT        | Milwaukee, Wisconsin, Vereinigte Staaten                            |